# 1159年
| 千纪： | 2千纪 |
| 世纪： | 11世纪 \| 12世纪 \| 13世纪 |
| 年代： | 1120年代 \| 1130年代 \| 1140年代 \| 1150年代 \| 1160年代 \| 1170年代 \| 1180年代                                                     |
| 年份： | 1154年 \| 1155年 \| 1156年 \| 1157年 \| 1158年 \| 1159年 \| 1160年 \| 1161年 \| 1162年 \| 1163年 \| 1164年                           |
| 纪年： | 己卯年（兔年）；西夏天盛十一年；金正隆四年；西辽绍兴九年；南宋紹興二十九年；大理龍興三年；越南大定二十年；日本平治元年；高丽正丰四年 |

## 大事记
- 日本
  - 平治之乱，源義朝聯合藤原信賴拘禁後白河上皇和二條天皇，後被平清盛擊敗。
- 歐洲
  - 9月7日——亚历山大三世当选为教宗。

## 出生
- 源義經——源義朝第九子。
- 西比拉，耶路撒冷女王

## 逝世
- 9月1日——艾德里安四世，教皇（出生年月不明）